# Tschirn
Tschirn település Németországban, azon belül Bajorországban. Lakosainak száma 508 fő (2023. december 31.).

## Népesség
A település népessége az elmúlt években az alábbi módon változott:
| Lakosok száma | 616  | 914  | 772  | 736  | 554  | 540  | 544  | 529  | 515  | 508  |
|               | 1875 | 1950 | 1975 | 1987 | 2012 | 2014 | 2016 | 2017 | 2021 | 2023 |